# Selección de hockey sobre hielo sub-20 de Reino Unido
La selección de hockey sobre hielo sub-20 de Reino Unido es el equipo nacional de hockey sobre hielo sub-20 del Reino Unido. El equipo está regido por Ice Hockey UK y representa el Reino Unido en el Campeonato Mundial de Hockey sobre Hielo Juvenil.

## Jugadores

### Equipo actual
Lista para el Campeonato Mundial de Hockey sobre Hielo Juvenil de 2019 - División II.
| #  | Player            | Pos.      | Altura | Peso  | Club                             |
| -- | ----------------- | --------- | ------ | ----- | -------------------------------- |
| 1  | William Kerlin    | Portero   | 186 cm | 81 kg | Ontario Hockey Academy (HEOMAAA) |
| 42 | Jordan McLaughlin | Portero   | 185 cm | 82 kg | Solway Sharks (NIHL1)            |
| 2  | Edward Bradley    | Defensa   | 186 cm | 83 kg | CIH Academy (HEOMAAA)            |
| 5  | Reece Cochrane    | Defensa   | 172 cm | 70 kg | Fife Flyers (EIHL)               |
| 9  | Deakan Fielder    | Defensa   | 178 cm | 87 kg | Fresno Monsters (WSHL)           |
| 6  | Jordan Griffin    | Defensa   | 180 cm | 82 kg | Sheffield Steelers (EIHL)        |
| 3  | Joseph Hazeldine  | Defensa   | 185 cm | 76 kg | Nottingham Panthers (EIHL)       |
| 7  | Cameron Pound     | Defensa   | 188 cm | 91 kg | Kingston Voyageurs (OJHL)        |
| 8  | Ben Solder        | Defensa   | 178 cm | 75 kg | Ontario Hockey Academy (PSHF)    |
| 21 | Mason Alderson    | Delantero | 188 cm | 84 kg | Islanders Hockey Club (USPHL)    |
| 11 | Kieran Brown      | Delantero | 178 cm | 73 kg | Sheffield Steelers (EIHL)        |
| 12 | Jordan Buesa      | Delantero | 183 cm | 88 kg | Fife Flyers (EIHL)               |
| 19 | Jake Greenlee     | Delantero | 167cm  | 63 kg | Blackburn Haws (NIHL)            |
| 15 | Harry Gulliver    | Delantero | 183 cm | 86 kg | Ogden Mustangs (WSHL)            |
| 17 | Mac Howlett       | Delantero | 177 cm | 76 kg | Glasgow Clan (EIHL)              |
| 10 | Jordan Kelsall A  | Delantero | 178 cm | 80 kg | Dundee Stars (EIHL)              |
| 14 | Liam Kirk C       | Delantero | 185 cm | 76 kg | Peterborough Petes (OHL)         |
| 18 | Richard Krogh     | Delantero | 180 cm | 80 kg | Guildford Flames (EIHL)          |
| 16 | Cade Neilson      | Delantero | 180 cm | 80 kg | Yarmouth Mariners (MHL)          |
| 13 | Morgan Pizzo      | Delantero | 165 cm | 64 kg | Syracuse Jr. Stars (USPHL)       |
| 23 | Chad Smith A      | Delantero | 176 cm | 73 kg | Fife Flyers (EIHL)               |
| 19 | Joshua Waller     | Delantero | 178 cm | 73 kg | Guildford Flames (EIHL)          |